# Терешовы
 Терешовы  — деревня в Афанасьевском районе Кировской области в составе Ичетовкинского сельского поселения.

## География
Расположена на расстоянии примерно 4 км на юг от райцентра поселка  Афанасьево на правобережье реки Кама.

## История
Известна с 1891 года как деревня Терешевская, в 1905 (уже Терешовы) дворов 19 и жителей 101. В 1926 (Терешинская) 24 и 120(118 «пермяки»), в 1950 (Терешовская) 28 и 99, в 1989 оставалось 13 человек.  

## Население
Постоянное население составляло 8 человек (русские 100%) в 2002 году, 2 в 2010.